# ديمبا ثيام
ديمبا ثيام (9 مارس 1998 السنغال) هو لاعب كرة قدم من السنغال يلعب في مركز حراسة المرمى، يلعب حاليًا مع نادي سبال الإيطالي، ولعب سابقًا مع نادي فيتيربيسي كاستيرينسي الإيطالي،

## روابط خارجية
- ديمبا ثيام على موقع قاعدة بيانات كرة القدم.إي يو (الإنجليزية)
- ديمبا ثيام على موقع Soccerway.com (الإنجليزية)